# Julius Dettmann
Julius Dettmann (n. 23 ianuarie 1894, Königsberg, Prusia – d. 25 iulie 1945, Țările de Jos, Regatul Țărilor de Jos) a fost un ofițer german în cadrul Sicherheitsdienst (Serviciul de Siguranță; SD) al Schutzstaffel (SS).

## Biografie
Dettmann a fost membru al Partidului Nazist (NSDAP), iar numărul său de membru era 722.240. Ulterior, el s-a alăturat Schutzstaffel (SS); numărul său matricol în cadrul SS-ului era 414.783. El a fost atașat la Secțiunea IVB4 (Gestapo), după ce a îndeplinit misiuni în Polonia și Rusia. A fost detașat la Amsterdam în timpul ocupației germane a Țărilor de Jos. El a fost promovat la gradul de SS-Obersturmführer (locotenent) pe 9 noiembrie 1942. Pe 4 august 1944, a primit un telefon prin care era anunțat că un grup de evrei era ascuns în sediul companiei Opekta de pe Prinsengracht 263 din Amsterdam. Persoanele în cauză erau Anne Frank, părinții, sora și alte patru persoane. El a trimis imediat o echipă condusă de SS-Oberscharführer (sergent) Karl Silberbauer, spunându-i lui Silberbauer că apelul a venit de la o „sursă de încredere”. Silberbauer și echipa lui de ofițeri NSB în civil au descins la clădire și le-au arestat pe cele opt persoane care se ascundeau; după un interogatoriu la sediul SD, cei opt evrei au fost deportați în lagărul de tranzit Westerbork și de acolo la Auschwitz.
Dettmann a fost, de asemenea, responsabil pentru executarea a 15 persoane din Rezistența olandeză, printre care și Johannes Post, care era un idol al Rezistenței olandeze. Execuția a avut loc la 16 iulie 1944, în apropiere de Overveen.
După ce războiul s-a încheiat în Europa, Dettmann a fost arestat în Țările de Jos și a rămas prizonier de război. Cu toate acestea, el s-a sinucis în închisoarea Havenstraat din Amsterdam, la 25 iulie 1945, ora 4.00, înainte de a fi prezentat în fața instanței de judecată. El nu a dezvăluit cine i-a trădat pe cei opt evrei care se ascundeau în anexa secretă și nici nu a fost întrebat, probabil, niciodată despre acest subiect. Această întrebare a devenit un subiect de interes abia la multă vreme după sinuciderea lui Dettmann. 
El a fost îngropat pe 31 iulie 1945, în cimitirul Noorder Begraafplaats din Amsterdam, Olanda. Pe 17 august 1956, rămășițele sale pământești au fost transferate la Ysselsteyn, Țările de Jos.